# سرزره
سرزره (نام علمی: Pentacerotidae) نام یک تیره از راسته سوف‌ماهی‌سانان است.